# Иййоки (река, впадает в Ладожское озеро)
И́ййо́ки (фин. Iijoki), И́халанйо́ки (фин. Ihalanjoki) — река в России, протекает по Лахденпохскому району Карелии. Высота устья — 5,1 м над уровнем моря. Высота истока — 86,0 м над уровнем моря.

## Общие сведения

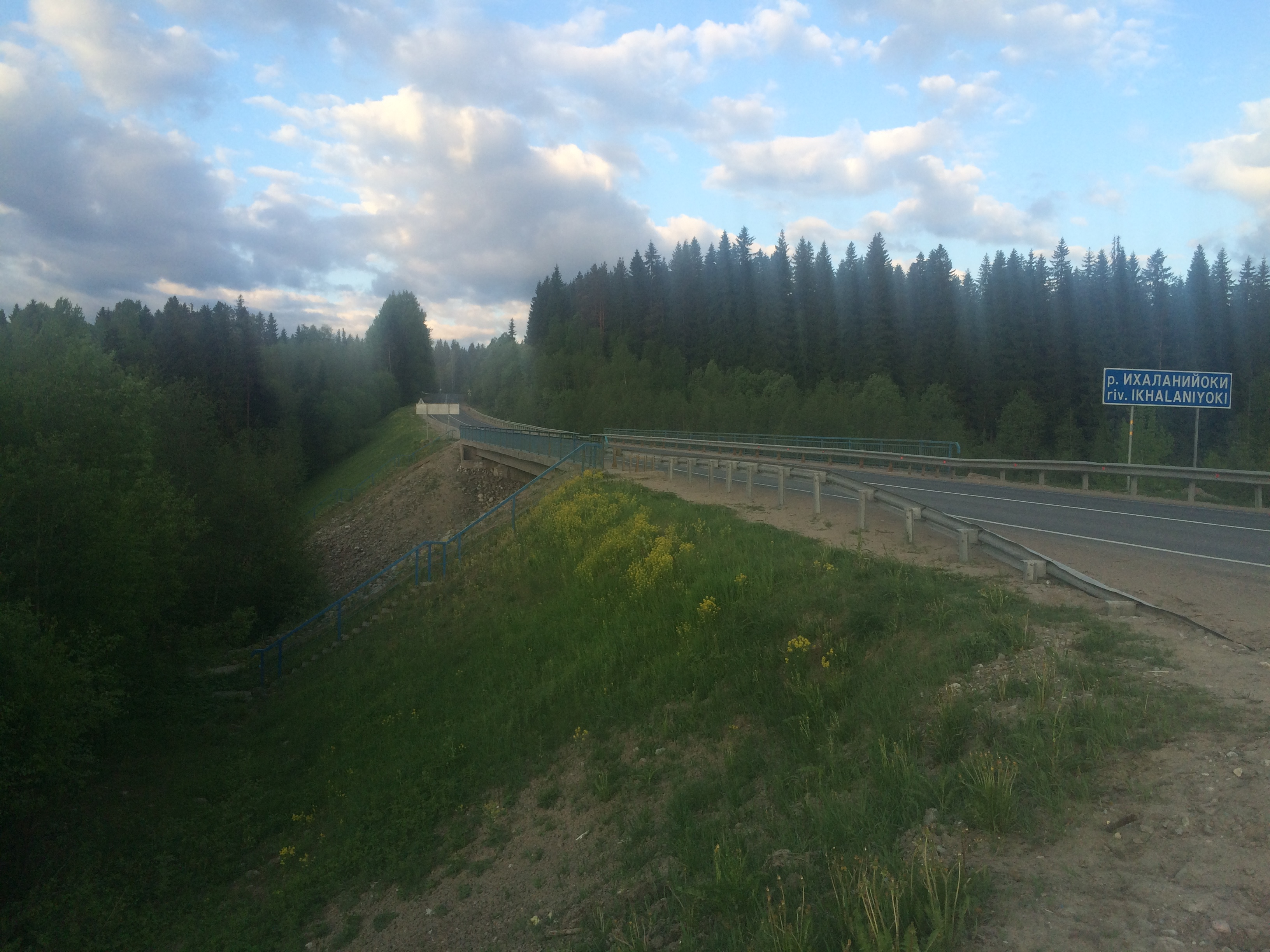
Мост через реку на трассе «Сортавала».

Исток — озеро Исо-Ийярви. Протекает через посёлки Ихала, Лумиваара. Река впадает в Ладожское озеро. Длина реки — 40 км, площадь водосборного бассейна — 318 км².

## Бассейн
Притоки (от истока к устью):
- Калайоки (впадает в 24 км от устья, левый)
- Торооя (правый)
- Ниваоя (левый)
- Кириоя (правый)
- Куореоя (левый)

К бассейну Иййоки также относятся озёра:
- Исо-Ийярви (исток Ийоки)
- Ниясъярви
- Пиени-Ийярви
- Париканъярви
- Матриярви
- Куркеланъярви
- Ханкасъярви

В 2 км от грунтовой дороги Ихала — Лумиваара на месте старой финской ГЭС на реке расположен водопад «Контиоваранкоски», высота падения 2 м.

## Данные водного реестра
По данным государственного водного реестра России относится к Балтийскому бассейновому округу, водохозяйственный участок реки — Водные объекты бассейна оз. Ладожское без рр. Волхов, Свирь и Сясь, речной подбассейн реки — Нева и реки бассейна Ладожского озера (без подбассейна Свирь и Волхов, российская часть бассейнов). Относится к речному бассейну реки Нева (включая бассейны рек Онежского и Ладожского озера).
Код объекта в государственном водном реестре — 01040300212102000010726.